# Вайльбах, Филип
Филип Вайльбах (дат.  Philip Weilbach; 5 августа 1834, Уссерёд— 22 ноября 1900, Копенгаген) — датский искусствовед и энциклопедист, известный прежде всего созданием Датского биографического словаря художников (дат.  Weilbachs Kunstnerleksikon).

## Биография
Филип Вайльбах родился в небольшом фабричном городке Уссерёд (позже слился с Хёрсхольмом и стал его частью), что в 25 километрах к северу от Копенгагена, в семье Йохана Филипа Вайльбаха (1786—1856) и Марты Крестенс, урождённой Мюс (1794—1866). Его отец управлял текстильной фабрикой военной одежды в Уссерёде и имел титул Justitsråd. Филип Вайльбах был женат дважды. Первый брак состоялся 11 декабря 1860 года в Риме с Сесилией Адольфиной Аммитцбёлль (30 мая 1826 года — 18 октября 1883 года), дочерью прокуратора в Раннерсе Ханса Хенрика Аммитцбёлля. Вторым браком (19 марта 1886 года) он был женат на Эмме Эмилии Фредерикке, урождённой Дрейер (14 января 1851 года — 24 марта 1900 года), дочери консула и торговца в Хельсингёре Карла Фредерика Августа Дрейера.

## Деятельность
В 1852 году Вайльбах стал студентом Borgerdydskole в Кристиансхауне. Там он изучал философию, эстетику и историю искусства, не сдавая окончательного экзамена. Затем он продолжил изучать историю искусств и писал статьи для журналов. Со временем он всё больше интересовался историей искусств и примкнул к Нильсу Лаурицу Хёйену. Вайльбах также входил в эстетический круг, основными членами которого были писатель Бьёрнстьерне Бьёрнсон и литературный и театральный критик Клеменс Петерсен, знакомство с которыми оказало на него значительное влияние.
С февраля 1860 года по июль 1862 года он жил в Риме, где служил секретарём консула скандинавских стран Йохана Браво и секретарём Скандинавской ассоциации. Во время своего пребывания во Флоренции он исследовал бронзовые панели восточных врат флорентийского баптистерия скульптора Лоренцо Гиберти, а по возвращении в Данию опубликовал статью по этой теме. Позже занимался публицистической деятельностью совместно с Клеменсом Петерсеном и его окружением, а также некоторое время работал с Бьёрнстьерне Бьёрнсоном. Некоторые из его статей были отобраны для журнала «Искусство и эстетика» (1870). Среди его публикаций известны такие, как «Жизнь и творчество художника Эккерсберга» (1872) и монография Биссена (1898) (для Комитета по продвижению общественного просвещения). В 1871-79 годах он также участвовал с профессором Эдвардом Хольмом в переводе «Всеобщей мировой истории Чезаре Канту». В 1883 году он сменил Юлиуса Ланге на должности секретаря и библиотекаря Датской академии изящных искусств, кем он и оставался до конца жизни. К наиболее значительным его публикациям относят его статьи о истории архитектуры, такие как «Кто построил Фредерикскую больницу?» (1899) (дат.  Hvem har bygget Frederiks Hospital?) и «Здание Харсдорфа в Тронхейме» (1901) (дат.  En bygning af Harsdorff i Trondhjem).
Однако главной работой всей его жизни, которая обеспечила ему имя в истории, считается «Датский биографический словарь художников» (дат.  Weilbachs Kunstnerleksikon). Эта энциклопедия включает в себя биографии датских художников, скульпторов и архитекторов. Материалами для её создания послужили архивные источники, различные энциклопедии, а также личные сообщения от живших в то время художников. При жизни Вайльбах опубликовал два издания. Первое вышло в свет в 1878—79 годах. Второе, расширенное, под названием «Новый биографический словарь датских художников» было опубликовано в 1896—97 годах.
По инициативе сына Филипа Вайльбаха — Фредерика Вайльбаха в 1947-52 годах был издан новый выпуск словаря под названием «Weilbachs Kunstnerleksikon I—III», отредактированный Меретой Бодельсен и Полом Энгельстофтом. Ещё в 1917 году Фредерик Вайльбах сделал первые шаги на пути к этому новому изданию, и по его инициативе был создан комитет, в состав которого входил сам Фредерик Вайльбах, а также Отто Андруп и Петер Герц, а позже к комитету присоединился Зигурд Шульц. Получив трёхлетний грант от Фонда Карлсберга, комитет продолжил обширную и многолетнюю работу по архивному сбору информации для пополнения словаря Вайльбаха. Были задействованы Государственный архив, архив Датской академии художеств и Национальный архив..